# Nick Folk
Nicholas Alexander „Nick“ Folk (* 5. November 1984 in Los Angeles, Kalifornien) ist ein deutsch-US-amerikanischer American-Football-Spieler auf der Position des Kickers. Er spielt für die New York Jets in der National Football League (NFL). Zuvor spielte er bereits für die Dallas Cowboys,  die Tampa Bay Buccaneers, die New England Patriots, die Tennessee Titans und schon einmal für die die New York Jets.

## Karriere

### College
Folk spielte auf der Highschool American Football und Fußball. Er spielte dabei als Kicker und Punter. Nach seinem Schulabschluss studierte er an der University of Arizona und spielte für die Arizona Wildcats American Football.

### Profi

#### Dallas Cowboys
Im NFL Draft 2007 wurde Folk von den Dallas Cowboys in der sechsten Runde als 178. Spieler ausgewählt. Seit der Verkürzung des Drafts auf sieben Runden hatten die Cowboys keinen Kicker oder Punter mehr ausgewählt.
Bereits in seinem ersten Spieljahr erzielte er mit 131 Punkten, die höchste Punktzahl, die jemals ein Kicker der Cowboys in einer Saison erzielte. Im selben Jahr zog er in den Pro Bowl ein und wurde zum All Pro gewählt. Er war der erste Rookie-Kicker, der im Pro Bowl spielte. Da sich Folk vor der Saison 2009 eine Hüftverletzung zugezog, war sein Einsatz in der Saison fraglich. Der von den Cowboys gedraftete Ersatzspieler von Folk, David Buehler, kam jedoch nicht zum Einsatz. Folk erholte sich rechtzeitig vor der Saison. Folk hat sich in den zurückliegenden Jahren mehrfach an karitativen Aktionen seines Teams beteiligt. Er arbeitet eng mit einer Organisation zusammen, die sich im Kampf gegen die Neurofibromatose engagiert.
Am 21. Dezember 2009 wurde Nick Folk von den Dallas Cowboys entlassen, nachdem er in sechs aufeinanderfolgenden Spielen mindestens ein Field Goal vergab.

#### New York Jets
Am 23. Februar 2010 unterschrieb er einen Vertrag bei den New York Jets.
Nach sieben Spielzeiten wurde Folk am 23. Februar 2017 von den Jets entlassen.

#### Tampa Bay Buccaneers
Vor der Saison 2017 wurde Folk von den Tampa Bay Buccaneers unter Vertrag genommen, um mit Roberto Aguayo in einen Wettkampf um die Kicker-Position zu gehen.

#### AAF
Am 26. Januar 2019 unterschrieb Folk einen Vertrag bei den Arizona Hotshots in der neugegründeten Alliance of American Football (AAF). Nach dem achten Spieltag der ersten Saison wurde der Spielbetrieb auf Grund finanzieller Aspekte eingestellt.

#### New England Patriots
Ende Oktober 2019 nahmen die New England Patriots Folk unter Vertrag. Wegen einer Blinddarmoperation fiel Folk für das Spiel in Woche 13 gegen die Houston Texans aus. Nachdem die Patriots Kai Forbath als Ersatz für dieses Spiel verpflichteten, wurde Folk vorübergehend entlassen. Am 31. August 2021 wurde Folk entlassen, da Rookie Quinn Nordin sich in der Saisonvorbereitung durchgesetzt hatte. Am Tag darauf wurde er in den Practice Squad aufgenommen.

#### Tennessee Titans
Nachdem die Patriots in der vierten Runde des NFL Draft 2023 Kicker Chad Ryland ausgewählt hatten, gaben sie Folk im Austausch gegen einen Siebtrundenpick 2025 an die Tennessee Titans ab.

#### New York Jets (II)
Am 29. Juli 2025 kehrte Folk zu den New York Jets zurück, für die er schon von 2010 bis 2016 gespielt hatte.